# Mercedes-Benz W110
Mercedes-Benz W110 är en personbil, tillverkad av den tyska biltillverkaren Mercedes-Benz mellan april 1961 och februari 1968.
Typ 190 introducerades i april 1961. Den hade samma kaross med fenor som den sexcylindriga 220, men en kortare och enklare front.Hjulbasen var dessutom något kortare. I juni tillkom dieselversionen 190 D.
I juli 1965 kom 200/200 D med modifierad front och akter.De kombinerade blinkers och positionslamporna flyttades ner från framskärmarnas överkant strax framför vindrutan till under huvudstrålkastarna. I dessa armaturer rymdes dessutom dimljus, vilka funnits som tillval på 190. Bensinversionen var nu en tvåliters tvåförgasarmotor, och både diesel och bensinmotorerna hade nu femlagrad vevaxel. I maj 1967 tillkom en förlängd sjusitsig taxivariant av 200 D.
I juli 1965 presenterades den sexcylindriga 230. Den ersatte 220:n från W111-serien. Från juli 1966 fick den samma starkare motor som 230 S.
Från 1966 sålde Mercedes-Benz kombi-versionen Universal (i Sverige känd som Safari) via sina egna återförsäljare. Bilarna byggdes av den belgiska tillverkaren IMA.
Produktionen uppgick till 628 282 exemplar.
Versioner:
| Modell | Årsmodell | Motor                          | Cylindervolym | Effekt | Bränslesystem           |
| ------ | --------- | ------------------------------ | ------------- | ------ | ----------------------- |
| 190    | 1961-65   | M121 B V: 4-cyl radmotor ohc   | 1897 cm³      | 80 hk  | Solex-förgasare         |
| 190 D  | 1961-65   | OM621 III: 4-cyl radmotor ohc  | 1988 cm³      | 55 hk  | Bosch dieselpump        |
| 200    | 1966-68   | M121 B XI: 4-cyl radmotor ohc  | 1988 cm³      | 95 hk  | Dubbla Solex-förgasare  |
| 200 D  | 1966-68   | OM621 VIII: 4-cyl radmotor ohc | 1988 cm³      | 55 hk  | Bosch dieselpump        |
| 230    | 1966      | M180 VI: 6-cyl radmotor ohc    | 2281 cm³      | 105 hk | Dubbla Solex-förgasare  |
| 230    | 1967-68   | M180 VIII: 6-cyl radmotor ohc  | 2281 cm³      | 120 hk | Dubbla Zenith-förgasare |